# Podróż apostolska Jana Pawła II do Brazylii i Argentyny
Trzynasta podróż apostolska Jana Pawła II odbyła się w dniach 10–13 czerwca 1982. Celem były odwiedziny Argentyny.

## Przebieg pielgrzymki[1]

### 11 czerwca 1982 –Brazylia–Rio de Janeiro
W czasie podróży apostolskiej do Argentyny samolot papieski wylądował w Rio de Janeiro w celu uzupełnienia paliwa. Na lotnisku powitali papieża przedstawiciele Episkopatu i reprezentacja władz państwowych oraz tysiące wiernych. Papież wygłosił przemówienie nawiązujące do motywów podróży na kontynent latynoamerykański.

### 11–12 czerwca 1982 –Argentyna–Buenos Aires, Lujan
Papież odwiedził Argentynę podczas swej 13. podróży apostolskiej, która odbyła się wkrótce po jego powrocie z Wielkiej Brytanii. Była to krótka, bo zaledwie dwudniowa pielgrzymka, wyłącznie do tego kraju. Odbywała się w czasie trwania konfliktu zbrojnego pomiędzy Argentyną a Wielką Brytanią o wyspy Falklandy i nawiązywała do niego. W przemówieniu powitalnym Jan Paweł II powiedział: Mój pobyt na ziemi argentyńskiej (…) będzie przede wszystkim błaganiem zanoszonym wraz z wami do Tego, od którego pochodzi wszelkie ojcostwo na niebie i na ziemi, aby napełnił serca wszystkich uczuciami braterstwa i pojednania.
Podczas podróży Jan Paweł II spotkał się z przedstawicielami władz państwowych i kościelnych, a także z kapłanami, zakonnikami i zakonnicami. Oprócz stolicy odwiedził miasto Lujan, gdzie znajduje się sanktuarium Matki Bożej Pocieszenia – patronki Argentyny, a także Urugwaju i Paragwaju. Lujan to także miejsce o znaczeniu historycznym. Około 100 lat wcześniej podpisano tam porozumienie kończące wojnę pomiędzy Argentyną i Chile. Papież odprawił tam mszę, na której zgromadziło się ok. 3 mln. wiernych. W homilii podjął temat wyniesienia człowieka przez krzyż. Powiedział m.in.: Umiejcie spojrzeć na tajemnicę wyniesienia każdego człowieka w krzyżu Chrystusa – tajemnicę, która jest wielką perspektywą przeznaczeń człowieka na ziemi – i po śmierci. Umiejcie także stać się synami i córkami tej Matki, którą Bóg w swojej miłości dał własnemu Synowi za Matkę. U stóp figury Matki Bożej papież pozostawił złotą różę.
Druga msza – w intencji pokoju na świecie – odprawiona została w Buenos Aires, w święto Bożego Ciała. Koncelebrowało ją 4 kardynałów, 120 biskupów i ok. 1700 księży. Papież powiedział m.in.: Niech Boże Ciało nie przestaje być pokarmem wszystkich na tych drogach, które prowadzą was przez ziemską ojczyznę, w duchu miłości i służby, aby godność narodu opierała się zawsze i wszędzie na godności każdego człowieka jako syna Bożego przybrania. Intencje modlitwy wiernych dotyczyły ofiar wojny i ich rodzin w krajach, w których nie ma pokoju.